# Helmut Heinze (Bildhauer)

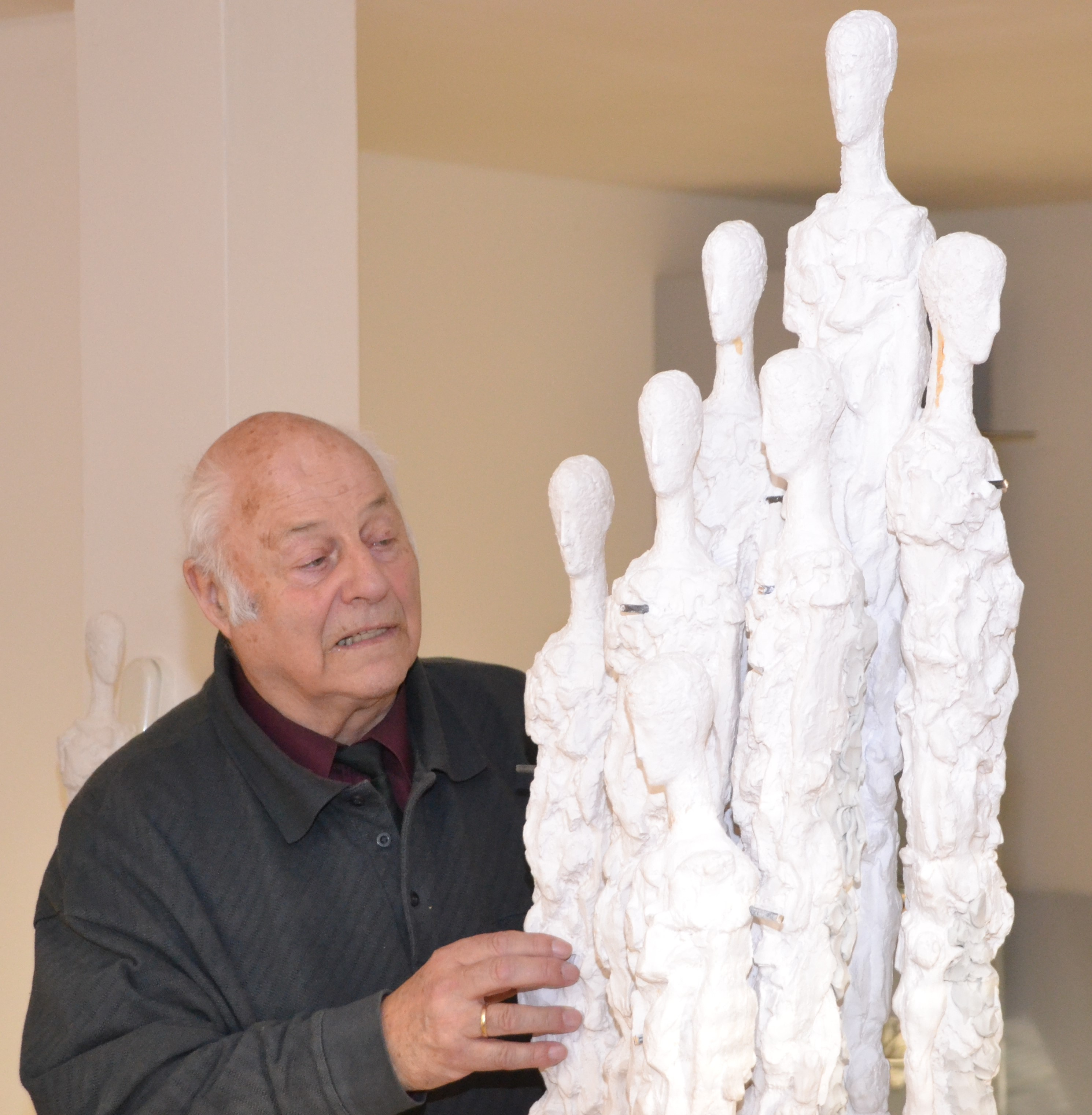
Helmut Heinze mit seiner Skulptur „Coventry“

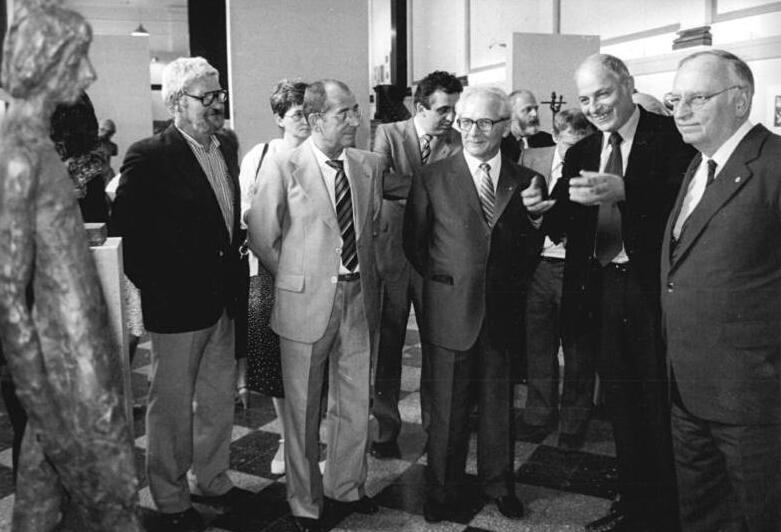
Helmut Heinze (2. v. r.) erklärt auf der IX. Kunstausstellung der DDR 1982 seine Skulptur Knabenakt (l.)

Helmut Heinze (* 24. April 1932 in Mulda) ist ein deutscher Bildhauer. Er lehrte von 1979 bis 1997 als Professor für Plastik an der Hochschule für Bildende Künste Dresden.

## Leben

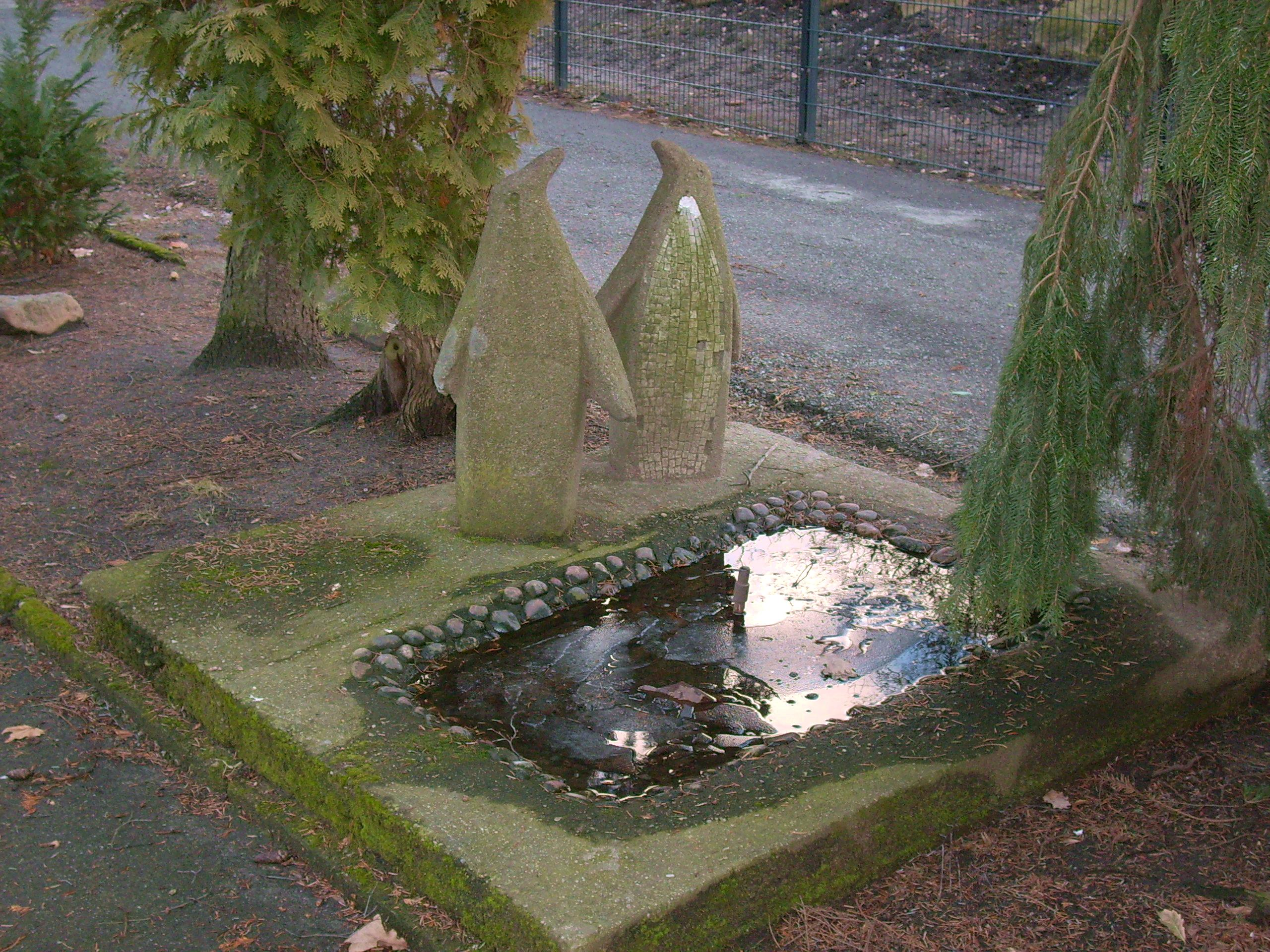
Pinguine, Hoyerswerda 1958

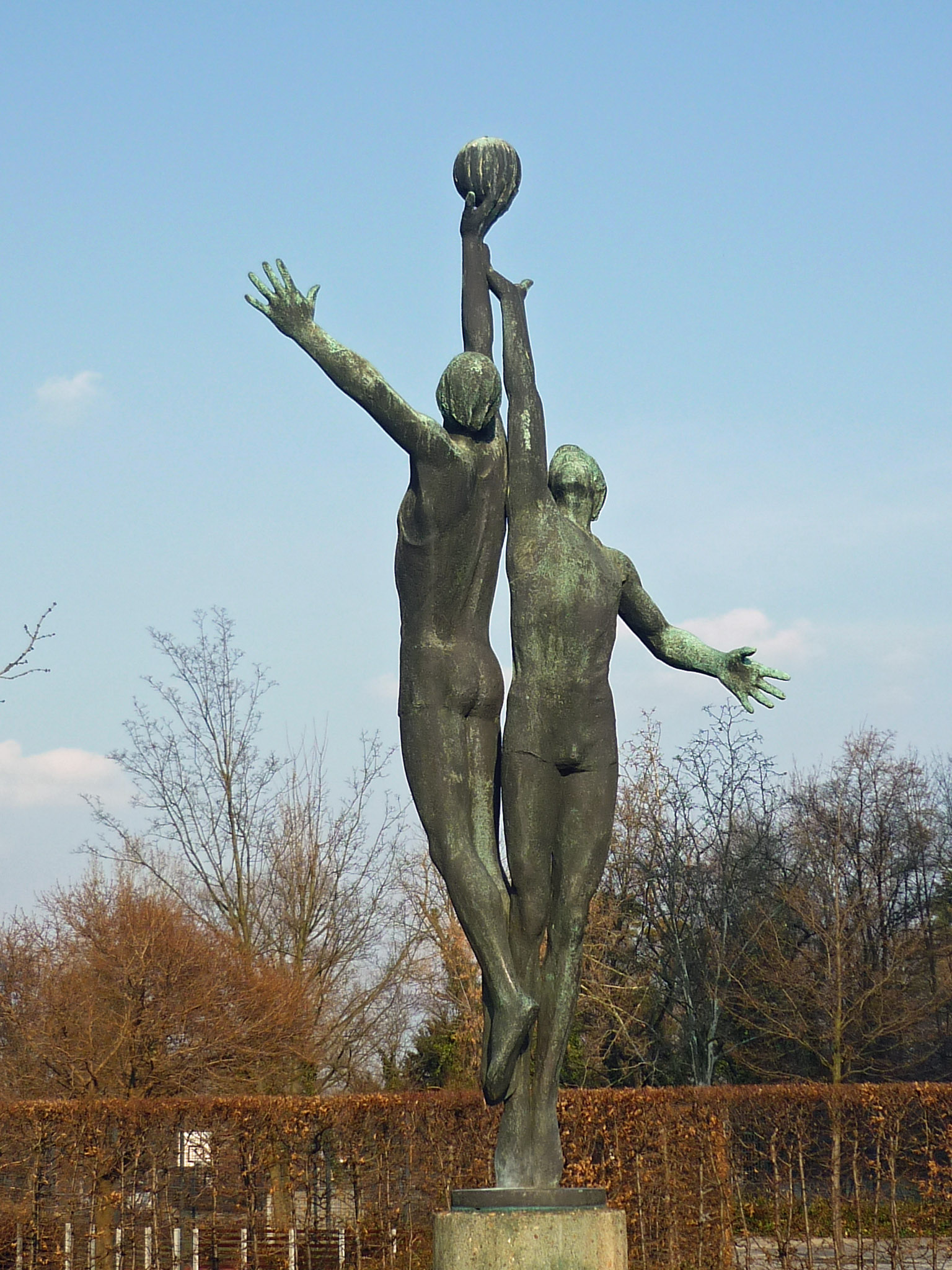
Ballspieler (mit Wilhelm Landgraf), Dresden 1971

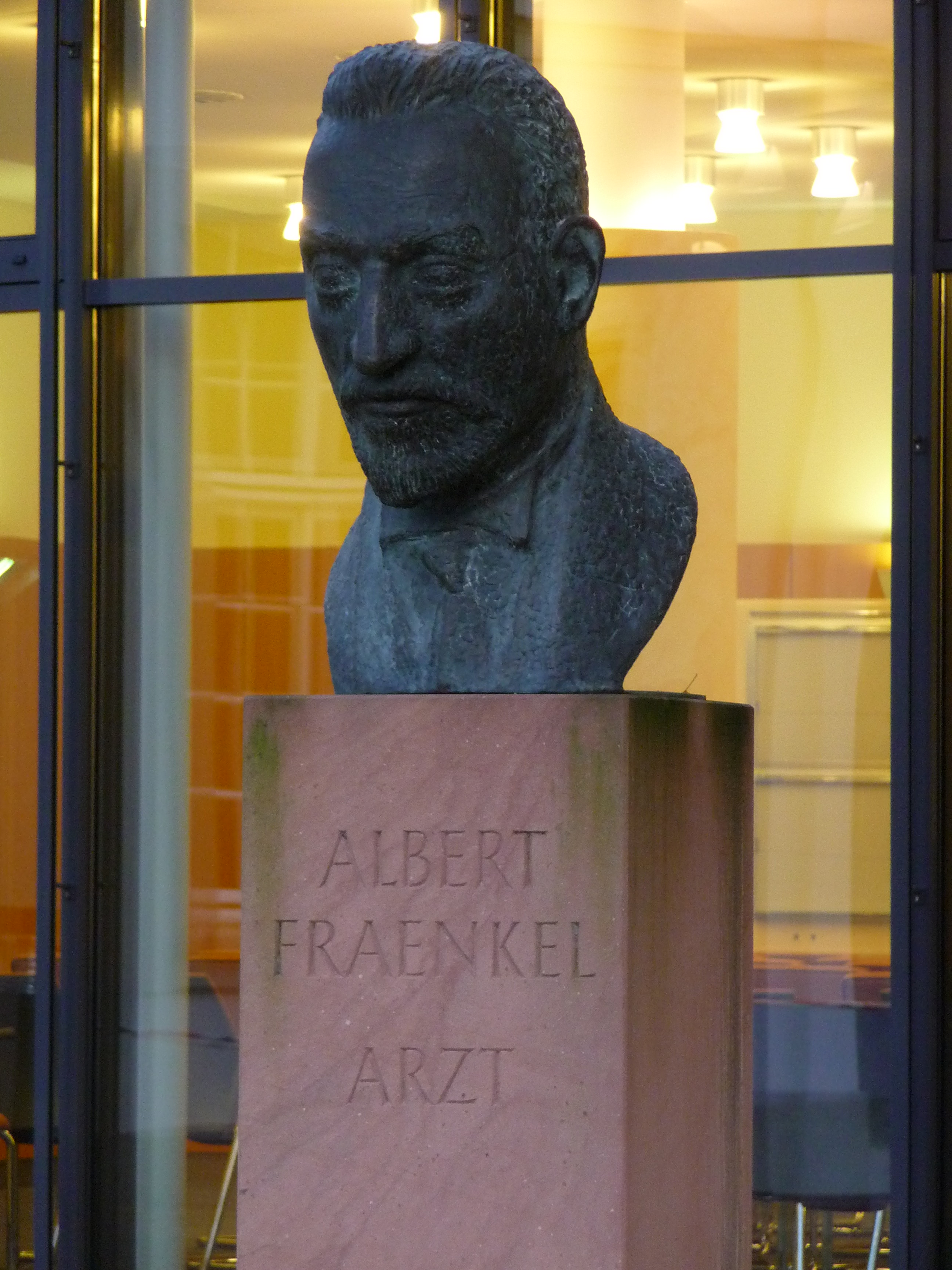
Porträtstele Albert Fraenkel, Heidelberg 2004

Heinze kam 1932 als Sohn eines Eisenbahners in Mulda zur Welt, wuchs jedoch in Dresden auf, wo er die Volks- und Oberschule besuchte. Er nahm während der Schulzeit Zeichenkurse bei Etha Richter. Nach Ende der Schulzeit begann er 1950 ein Studium an der Hochschule für Bildende Künste Dresden, wo er bei Erich Fraaß und Walter Arnold lernte. Zu dieser Zeit schuf Heinze erste eigene Grafiken und Plastiken. Er kam in Kontakt mit Gerhard Richter, der zu der Zeit ebenfalls in Dresden studierte; Briefe Richters an Heinze aus der Zeit um 1960 wurden 2008 vom Gerhard-Richter-Archiv der Staatlichen Kunstsammlungen Dresden erworben. Zudem lernte er Rudolf Nehmer kennen, der ihn mit Dresdner Künstlern der Zeit bekannt machte. Heinze schuf 1957 eine Porträtplastik Nehmers; Nehmer integrierte Heinzes Plastiken Flötenspiel und Gesang in sein 1973 geschaffenes Gemälde Natur und Kunst.
Heinze unterbrach 1953 sein Studium und ließ sich bei Werner Hempel zum Steinbildhauer ausbilden. Bis 1955 war er an Restaurierungen der Dresdner Kreuzkirche und des Meißner Doms beteiligt. Erst 1955 führte er sein Studium fort. Im Jahr 1956 heiratete Heinze die Kostümbildnerin Erika Simmank; der Ehe entstammen zwei Söhne (* 1959, 1962). Heinze schloss 1957 sein Studium ab und begann als freischaffender Künstler tätig zu werden. Sein erstes Atelier befand sich in der Villa Gustav Ziller auf dem Augustusweg in Radebeul. Im Auftrag der Stadt Hoyerswerda schuf Heinze 1957 die Lessingbüste für die Oberschule und die Tierplastik Sitzender Hund. Weitere Aufträge für Werke im öffentlichen Raum folgten.
Im Jahr 1961 erhielt Heinze einen Lehrauftrag für Aktzeichnen an der Fachrichtung Architektur der Technischen Hochschule Dresden. Er war in dieser Zeit wissenschaftlicher Mitarbeiter bei Walter Howard (Professur für Bauplastik). Im Jahr 1969 wurde er Dozent an der Fachrichtung Architektur der TU Dresden und lehrte Grundlagen der Gestaltung. Mit Wilhelm Landgraf entstand 1971 die Figurengruppe Ballspieler (auch: Studenten beim Sport) vor den Studentenwohnheimen Wundtstraße der TU Dresden. Ab 1972 war Heinze als Dozent für Plastik an der Hochschule für Bildende Künste Dresden tätig, leitete ab 1976 die Abteilung Plastik und wurde 1979 zum Professor für Plastik berufen. Zu seinen Schülerinnen und Schülern an der HfBK gehörte unter anderem Thomas Jastram, Regina Lange und Robert Metzkes.
Heinze war bis 1990 Mitglied des Verbands Bildender Künstler der DDR. Er hatte in der Zeit der DDR eine große Zahl von Einzelausstellungen und Ausstellungsbeteiligungen, u. a. von 1958 bis 1988 an der Vierten, Fünften und VII. bis X. Kunstausstellung der DDR in Dresden und 1987/1988 in München, Bonn und Mannheim an der Ausstellung Bildhauerkunst aus der Deutschen Demokratischen Republik. 1980 wurde er mit dem Kunstpreis der DDR und 1984 mit dem Martin-Andersen-Nexö-Kunstpreis geehrt.
Heinze reiste 1988 erstmals nach Italien; eine zweite Italienreise folgte 1992. Im Jahr 1991 wurde er zum Mitglied der Sächsischen Hochschulkommission berufen, der er bis 1993 angehörte. In dieser Funktion war er an der Neuordnung des sächsischen Hochschulbetriebs nach der Wende beteiligt. Ab 1995 gehörte er der Kunstkommission der Stadt Dresden an. Heinze wurde 1997 als Professor der Hochschule für Bildende Künste Dresden emeritiert; er zog im Folgejahr von Dresden nach Kreischa.
Bis 2012 arbeitete Heinze im Auftrag der Stiftung Frauenkirche Dresden an einem Denkmal für die zivilen Opfer von Luftangriffen. Das 2,77 Meter hohe, siebenfigürige Werk Chor der Überlebenden ist ein Geschenk an die Gemeinde der St. Michaelskathedrale von Coventry zum 50. Jahrestag der Weihe des neuen  Gotteshauses am 25. Mai 2012. Das Mahnmal wurde im Versöhnungszentrum der Coventry Cathedral aufgestellt und gilt als Zeichen der Versöhnung.  Heinze hatte sich bereits seit den 1960er-Jahren mit Entwürfen für ein Denkmal für die Opfer der Luftangriffe auf Dresden beschäftigt. Aus Anlass seines 80. Geburtstags würdigen die Staatlichen Kunstsammlungen Dresden Heinze mit einer Personalausstellung mit dem Titel Figur und Porträt im Albertinum.

## Museen und öffentliche Sammlungen mit Werken Heinzes (mutmaßlich unvollständig)
- Berlin: Alte Nationalgalerie
- Chemnitz: Kunstsammlungen am Theaterplatz[12]
- Dresden: Skulpturensammlung[13]
- Dresden: Stadtmuseum Dresden
- Dresden: Puppentheatersammlung[13]
- Halle/Saale: Staatliche Galerie Moritzburg Halle (Saale)
- Leipzig: Museum der Bildenden Künste

## Wirken
Heinzes zentrales Grundthema ist die „Figur, vom Statuettentorso bis zur überlebensgroßen Statue“. Häufig schuf Heinze dabei Standbilder, unter anderem Jünglingsfiguren.
„Helmut Heinze ... zeigte ... frühzeitig eine Hinwendung zum Porträt. Empfindsamkeit verbindet sich bei ihm mit Formstrenge; der Betrachter wird in intensiv-stille Dialoge mit dem Dargestellten einbezogen. In den letzten Jahren dominiert die Auseinandersetzung mit Knaben- und Jünglingsfiguren in gestreckter Proportionierung und verhaltenem Bewegungsgestus. Die Rhythmisierung von äußerem Bau und behutsamer Binnenzeichnung fügt sich zu einem Formgehäuse subtilster Ausdeutung und suggeriert die Spanne zwischen unverletzter Geschlossenheit und verletzlicher Offenheit.“
Charakteristisch ist eine im Laufe der Jahre sich entwickelnde „Reduktion der Bildsubstanz, ein Kargwerden der Formsprache“. War Heinze zunächst unter anderem von Gerhard Marcks beeinflusst, dessen Atelier in Köln er 1956 besuchte, wandte er sich in späteren Jahren eher Künstlern wie Wilhelm Lehmbruck zu: „Die wie gotische Plastiken in die Länge gezogenen, dünnen Gestalten Lehmbrucks, die so viel Innerlichkeit offenbaren, zogen Heinze an“. Seine Werke waren so zunehmend „mehr einer Ideenkunst verhaftet […], als einer Anschauungskunst.“
Typisch für Heinzes Skulpturen ist eine Transformation der Psyche in die Körperlichkeit der Darstellung: Der Mensch sei „psychisierte Materie“ und der Geist des Menschen selbst könne nicht dargestellt werden, sondern vom Bildhauer nur „durch einen Träger“ sichtbar gemacht werden. Zurückgehend auf Hans Steger, den er 1955 kennengelernt hatte und der Bildhauerei auch als angewandte Psychologie begriff, schuf Heinze Skulpturen mit „partikelhaften Kräuselungen und schütteren Oberflächen“, blieb jedoch in der Darstellung selbst realistisch.

## Werke (Auswahl)
- 1957: Sitzender Hund – Tierplastik, Hoyerswerda
- 1958: Pinguine – Betonplastik, Zoo Hoyerswerda
- 1959: Lessingbüste – Hoyerswerda
- 1959–1962: Mutter-Kind-Gruppe – Bronzeguss, Frankfurt an der Oder (Aufstellung 1962)
- 1965: Wandflächengestaltung Kinderkrippe Seevorstadt-Ost, Dresden
- 1968: Fertigstellung der Bronzefigur Ingrid Krämer von Hans Steger – Schwimm- und Sprunghalle Freiberger Platz, Dresden
- 1971: Ballspieler – Plastikgruppe mit Wilhelm Landgraf, Studentenwohnheime Wundtstraße, Dresden
- 1973: Statuette Bernhard Kretzschmar (1. Fassung) – Staatliche Kunstsammlungen Dresden
- 1976–1981: Großer Jüngling – Bronzeplastik, 1994 im Hausgarten des Sächsischen Staatsministeriums für Wissenschaft und Kunst aufgestellt
- 1976: Porträt des Schauspielers F. W. Junge, 2. Fassung – Staatliche Kunstsammlungen Dresden
- 1984: Stehender weiblicher Akt – Bronze
- 1986–1989: Stehender junger Mann, 1. Fassung
- 1994–1996: Stehender junger Mann, Pulsnitzer Fassung – Park der Helios-Reha-Klinik Schloss Pulsnitz
- 1999: Rosa-Luxemburg-Denkmal am Vorplatz der Albertbrücke in Dresden, Neustädter Seite
- 2000: Fritz Löffler – Bronzestatue, Fritz-Löffler-Gymnasium Dresden
- 2004: Porträtstele Albert Fraenkel – Heidelberg
- 2012: Chor der Überlebenden – siebenfigürige Gruppe, Coventry Cathedral, Coventry

## Einzelausstellungen (unvollständig)
- 1976: Galerie im Filmtheater Prager Straße, Dresden
- 1981: Helmut Heinze. Plastik. Hochschule für Bildende Künste, Dresden
- 1987: Wort und Werk Kunstausstellungen Leipzig
- 1988: Kleine Galerie Arneburg
- 1993: Plastiken, Zeichnungen und Fundstücke; Kunstausstellung Kühl, Dresden
- 2002: Plastiken und Zeichnungen Heinzes anlässlich des 70. Geburtstages; Ernst-Rietschel-Kulturring, Pulsnitz
- 2010: Porträts, Plastiken, Fundstücke und Zeichnungen; Galerie am Plan, Pirna
- 2012: Retrospektive; Kunstausstellung Kühl, Dresden
- 2012: Chor der Überlebenden – Entwürfe für die Opfer der Bombenangriffe auf Coventry und Dresden; Galerie im Geburtshaus Ernst Rietschels, Pulsnitz
- 2012: Figur und Porträt. Sonderausstellung; Staatliche Kunstsammlungen Dresden, Albertinum